# Рудельцхаузен
Рудельцхаузен (нем. Rudelzhausen) — община в Германии, в земле Бавария. 
Подчиняется административному округу Верхняя Бавария. Входит в состав района Фрайзинг.  Население составляет 3202 человека (на 31 декабря 2010 года). Занимает площадь 40,82 км².
Коммуна подразделяется на 20 сельских округов.